# DREAMS COME TRUE MUSIC BOX Vol.1 - WINTER FANTASIA -
『DREAMS COME TRUE MUSIC BOX Vol.1 - WINTER FANTASIA -』（ドリームズカムトゥルー ミュージックボックス ボリュームワン ウインターファンタジア）は、2008年11月12日にリリースされたDREAMS COME TRUEの公式オルゴールアルバムである。

## 概要
- DREAMS COME TRUE初の公式オルゴールアルバム。
- 以前からファンの要望が多かったため、発売された。
- DREAMS COME TRUE公式サイト「DCT garden」、Amazon.co.jp、DREAMS COME TRUEコンサート会場での限定販売。
- DREAMS COME TRUEの冬の曲を集めている。
- シングル「連れてって 連れてって」と同時発売。

## 収録曲
1. WINTER SONG
2. 連れてって　連れてって
3. サンタと天使が笑う夜
4. 冬三昧にはまだ遠い
5. SNOW DANCE
6. LAT.43°N 〜forty-three degrees north latitude〜
7. プライドなんて知らない
8. やさしいキスをして
9. ラヴレター
10. もしも雪なら
11. 初雪